# Claudia Twietmeyer
Claudia Twietmeyer (geboren 24. März 1973) ist eine deutsche Juristin und Richterin.

## Beruflicher Werdegang
Claudia Twietmeyer ist seit dem 18. Juni 2015 Richterin am Verwaltungsgericht Bremen. Ab Oktober 2013 war sie für ein Jahr an die Innenbehörde abgeordnet. Dort arbeitete sie Rückstände bei der Ausländerbehörde auf, die sich über Jahre aufgestaut hatten.
Am 22. Juli 2015 wurde sie von der Bremischen Bürgerschaft als stellvertretendes Mitglied an den Staatsgerichtshof der Freien Hansestadt Bremen gewählt. Ihre Amtszeit dauerte bis zum 15. November 2018.

## Publikationen (Auswahl)
Claudia Twietmeyer, Simon Sieweke: Grundzüge des internationalisierten deutschen Ausländerrechts. In: GreifRecht 2014, Heft 18, S. 96–102